# بیومیپوترا
بیومیپوترا (انگلیسی: Bumiputra) شرکت خدمات مالی مالزیایی است، که در سال ۱۹۹۹ تأسیس شد.